# 아키하구
아키하구(일본어: 秋葉区)는 일본 니가타현 니가타시의 행정구 중 하나이다. 신록이 풍부한 자연 환경 때문에 "꽃과 초록의 마을"로 알려져 있다.
니쓰 지구(구 니쓰시), 고스도 지구(구 고스도정)로 구성되어 있고 구청은 니쓰 지구에 있다. 또한 구역에는 이외에도 현 미나미구인 시로네 지구(구 시로네시) 중 시나노강 동안 쪽의 나카스 부분이 포함된다. 구역의 남동쪽에는 구릉이 퍼져 있고 니쓰·고스도 두 지방구에서는 예로부터 화훼 재배가 번성하였던 것이 "꽃과 초록의 마을"로 불리는 이유이다. 니쓰 지구에서는 일찍이 원유가 채굴되어 예부터 철도의 요충지기도 했다. 한편 고스도 지구는 일찍이 수운 교통의 요지로 번창하였다. 철도와 함께 국도, 현도 등 간선도로의 경로상에 있어 교통의 편리성이 높은 곳으로 최근에는 시내 중심부의 주택 지역으로 인구 증가가 계속되고 있다.

## 지리
남동부에는 니쓰 구릉이 퍼져 있다. 구릉의 주위는 평야이다. 구 동쪽에는 아가노강, 서쪽에는 시나노강이, 북쪽에는 아가노강·시나노강을 연결하는 소아가노강이 흐르고 있다. 또 구의 중심부를 남북으로 노시로강과 구 노시로강의 니쓰강이 흐르고 있다.

## 역사
- 2005년 3월 21일 - 니쓰시와 고스도정이 니가타시에 편입되었다.
- 2007년 4월 1일 - 니가타시가 정령지정도시로 지정되면서 아키하구가 설치되었다.

## 교통

### 철도
- 동일본 여객철도
  - 신에쓰 본선
  - 반에쓰사이선
  - 우에쓰 본선

### 도로
- 반에쓰 자동차도
- 국도 403호선
- 국도 460호선